# Контула (квартал)
Контула (фін. Kontula, швед. Gårdsbacka) — квартал району Меллункюля у Східному Гельсінкі, Фінляндія. Населення — 14 031 осіб, площа — 2,71 км².
Забудова відбулась 1960-х — 1970-х роках. Послуги в цьому кварталі сконцентровані в торговому центрі "Контула", п'ятому за величиною торговому центрі Гельсінкі.
Контула, як правило, вважається одним із найвідоміших передмістях у Східній Гельсінкі, в основному, через поширені випадки насильства та торгівлі наркотиками.

## Примітки

Контула на мапі Гельсінкі

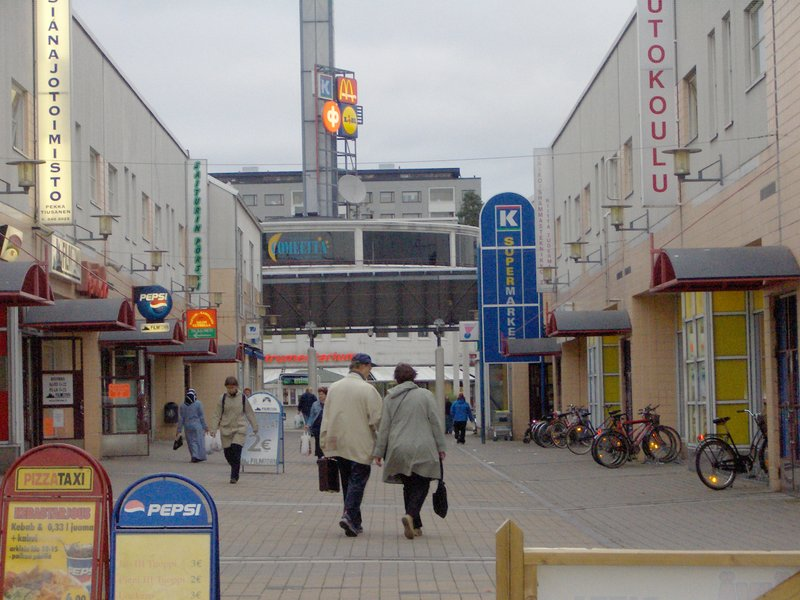
торговий центр "Контула"